# RMS Titanic
O RMS Titanic foi um navio de passageiros britânico operado pela White Star Line e construído pelos estaleiros da Harland and Wolff, em Belfast. Segunda embarcação da Classe Olympic de transatlânticos, depois do RMS Olympic e seguido pelo HMHS Britannic, foi projetado pelos engenheiros navais Alexander Carlisle e Thomas Andrews. Sua construção começou em março de 1909 e seu lançamento ao mar ocorreu em maio de 1911. O Titanic foi pensado para ser o navio mais luxuoso e mais seguro de sua época, gerando lendas que era supostamente "inafundável".
A embarcação partiu em sua viagem inaugural de Southampton com destino a Nova Iorque  em 10 de abril de 1912, no caminho passando em Cherbourg-Octeville, na França, e por Queenstown, na Irlanda. Colidiu com um iceberg na proa do lado direito às 23h40 de 14 de abril, naufragando na madrugada do dia seguinte, com mais de 1 500 pessoas a bordo, sendo um dos maiores desastres marítimos em tempos de paz de toda a história. Seu naufrágio destacou vários pontos fracos do projeto, deficiências nos procedimentos de evacuação de emergência e falhas nas regulamentações marítimas. Comissões de inquérito foram instauradas nos Estados Unidos e no Reino Unido, acarretando mudanças nas leis internacionais de navegação, que permanecem em vigor mais de um século depois.
Os destroços do Titanic foram procurados por décadas até serem encontrados, em 1985, por uma equipe liderada por Robert Ballard. Ele se encontra a 3 843 metros de profundidade e a 650 quilômetros ao sudeste de Terra Nova, no Canadá. Sua história e naufrágio permanecem no imaginário popular, levando à produção de vários livros e filmes a seu respeito, mais notavelmente o filme Titanic, de 1997. Até hoje é um dos navios mais famosos da história, com seus destroços atraindo várias expedições de exploração ao longo dos anos.

## Antecedentes
Em 1907, Joseph Bruce Ismay, presidente da companhia de navios White Star Line, e lorde William Pirrie, 1.º Barão Pirrie e presidente dos estaleiros da Harland and Wolff, decidiram construir três navios para competir com RMS Lusitania e o RMS Mauretania, da rival Cunard Line. Essas novas embarcações, denominadas Classe Olympic, seriam as maiores, mais luxuosas e mais seguras feitas até então, já que para os dois homens a melhor aposta era competir com seus rivais britânicos e alemães em elegância do que em velocidade. Seus nomes foram depois definidos como Olympic, Titanic e Gigantic (depois alterado para Britannic), em referência a três raças da mitologia grega: olimpianos, titãs e gigantes.
Os projetos foram realizados nos escritórios de desenho da Harland and Wolff, em Belfast, Irlanda, pelos engenheiros navais Alexander Carlisle, cunhado de Pirrie e responsável pelas decorações, instalações e dispositivos de segurança, e Thomas Andrews, sobrinho de Pirrie e chefe do Departamento de Desenho Naval. Carlisle acabou se aposentando repentinamente em 1910, enquanto o Olympic e o Titanic ainda estavam em construção, deixando Andrews como o único responsável pelos estaleiros e projetos. Acredita-se que isso ocorreu porque o engenheiro queria colocar 66 botes salva-vidas a bordo das embarcações e por causa de possíveis problemas com o sistema de anteparas, porém suas ideias e reclamações supostamente foram rejeitadas por Ismay.
Ismay aprovou o projeto dos navios em 31 de julho de 1908 e assinou uma carta de acordo com os estaleiros. Não houve contrato formal porque a White Star e a Harland and Wolff tinham décadas de próxima e forte relação comercial. Pirrie viu a importância das embarcações e contratou o fotógrafo Robert Welch para registrar o andamento das obras. A qualidade dos navios não foi negligenciada e os melhores materiais disponíveis foram empregados na construção.

## Construção

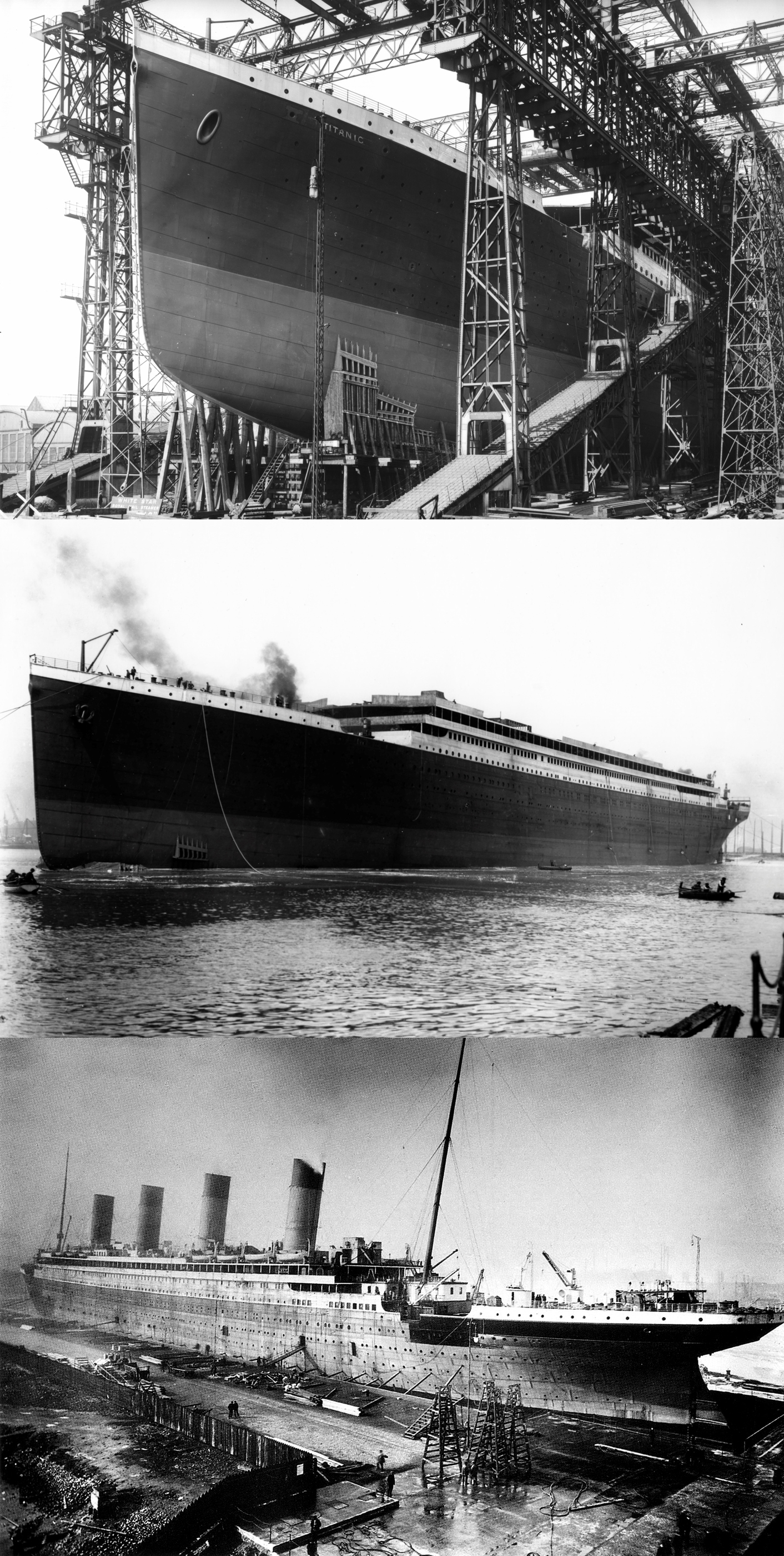
O Titanic nos três momentos de sua construção: primeiro a armação do casco, depois o lançamento e por fim a equipagem

Os planos finais foram concluídos no outono de 1908, com os materiais e suprimentos necessários para a empreitada encomendados pela Harland and Wolff. O Olympic e o Titanic seriam montados lado a lado. Foi necessária a construção de um pórtico com 256 metros de comprimento por 52 metros de altura, pois nenhuma das estruturas existentes eram suficientemente grandes para o trabalho. Havia também um guindaste especial com setenta metros de altura. Os trabalhos no Olympic tiveram início em 16 de dezembro de 1908, com o batimento de sua quilha, recebendo o casco de número 400.
Já o Titanic começou a ser montado quatro meses depois, em 22 de março de 1909, com seu casco recebendo o número 401. Para poder diferenciar os dois irmãos, o Olympic foi construído com seu casco inteiramente branco, enquanto o do Titanic recebeu a cor preta. Os trabalhos de armação de sua estrutura progrediram em um bom ritmo e foram completados no início de 1911. Seu casco era formado por aproximadamente duas mil placas de aço medindo três metros de comprimento por dois metros de largura e uma espessura entre 2,5 a 3,8 centímetros, que eram mantidas unidas por mais de três milhões de rebites.
Até esse momento o Titanic era apenas um enorme casco vazio sem nenhum equipamento ou instalação interna. Seu lançamento ao mar ocorreu no dia 31 de maio de 1911, aniversário de Pirrie. Mais de cem mil pessoas estavam presentes para testemunhar a ocasião, como funcionários do estaleiro com suas famílias, habitantes de Belfast, visitantes, jornalistas e algumas personalidades importantes vindas diretamente da Inglaterra. O navio deslizou para a água de seu pórtico com a ajuda de vinte toneladas de sebo, óleo, graxa e sabão que foram passados por todas as cunhas que o mantinham no lugar. Ele não foi batizado com o tradicional estouro de uma garrafa de champanhe pois nunca tinha sido um hábito da Harland and Wolff, apesar de Pirrie ter suas reservas já que na opinião dele isso poderia causar superstições entre os passageiros e tripulantes.
Depois do lançamento, o Titanic parou com a ajuda de seis âncoras. Três amarras de aço pesando cada uma oitenta toneladas foram presas em seu casco e ele foi levado para uma doca seca com a ajuda de cinco rebocadores. Os jornalistas e convidados especiais da White Star Line foram depois do evento levados para um almoço especial no Grand Central Hotel. No cardápio estavam nada menos que seis pratos principais diferentes e cinco sobremesas. Ismay deixou o almoço mais cedo para poder embarcar no Olympic e participar de seus testes marítimos.
Logo depois se iniciou seu processo de equipagem. Mais de três mil profissionais entre mecânicos, eletricistas, encanadores, carpinteiros, pintores, decoradores e outros, trabalharam de junho de 1911 até março de 1912, dotando o Titanic com as mais recentes tecnologias e inovações navais e instalando suntuosas mobílias e elementos decorativos. A White Star anunciou, em 18 de setembro de 1911, que a embarcação realizaria sua viagem inaugural em 20 de março de 1912.
Entretanto, o Olympic acabou colidindo, em 20 de setembro de 1911, com o cruzador HMS Hawke. O Titanic teve de ser retirado de sua doca seca para que seu irmão pudesse ser reparado. Parte de seus trabalhadores também foram temporariamente transferidos para os consertos do Olympic, atrasando significativamente a equipagem de seu interior. A White Star Line foi forçada a adiar sua viagem inaugural para o dia 10 de abril de 1912. O Titanic foi levado de volta para sua doca em novembro quando as obras de seu irmão foram concluídas e os trabalhos continuaram no mesmo ritmo de anteriormente. Suas quatro chaminés foram instaladas em janeiro de 1912, enquanto no mês seguinte suas três hélices de bronze foram colocadas em seus lugares; as hélices laterais de três lâminas tinham mais de sete metros de diâmetro e pesavam 38 toneladas, enquanto a hélice central de quatro lâminas media mais de cinco metros de diâmetro e pesava 22 toneladas. A equipagem foi completada em março de 1912 e a embarcação foi registrada no dia 24 do mesmo mês, tendo Liverpool como seu porto de origem, apesar de ele nunca ter chegado a navegar em suas águas.

## Características
O Titanic tinha 269 metros de comprimento, 28 metros de largura e 53 metros de altura. Sua arqueação era de aproximadamente 46 mil toneladas, por volta de mil toneladas a mais que o Olympic. Ele operava com uma tripulação de 892 pessoas e podia transportar até 2 435 passageiros dispostos em três classes. Além disso, a embarcação também carregava correio e por isso recebeu o prefixo Royal Mail Ship (RMS). Ao todo, o Titanic custou 7,5 milhões de dólares em valores da época. O navio era dividido em dez conveses, sendo o maior navio transatlântico construído até então. O convés mais alto era chamado de "convés superior" ou "convés dos botes" e era onde ficavam os botes salva-vidas, alojamento dos oficiais e a ponte de comando. Abaixo estavam os conveses de A a G, todos destinados aos passageiros com exceção do último, que também abrigava compartimentos de carga. Mais abaixo ficavam mais compartimentos de carga, a casa das máquinas, caldeiras, alojamentos da tripulação e as reservas de suprimentos.

### Especificações

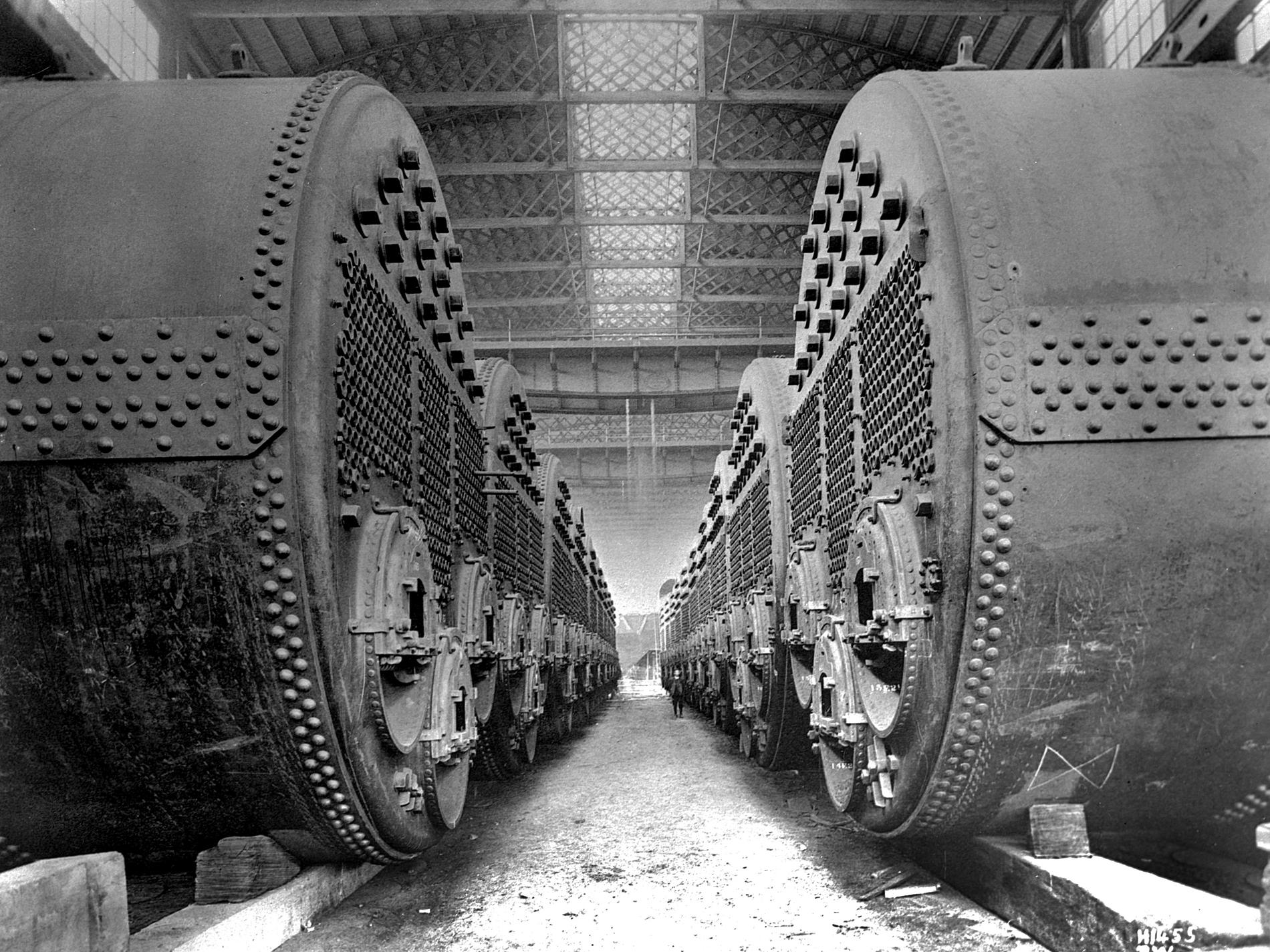
Vinte das 29 caldeiras do Titanic, montadas e prontas para serem instaladas, c. 1911–12

O Titanic, assim como seus irmãos Olympic e Britannic, era movido por uma combinação de dois sistemas de propulsão. Ele possuía 29 caldeiras a vapor agrupadas em seis salas, alimentando dois motores de tripla expansão com quatro cilindros cada que moviam as duas hélices laterais. O vapor excedente era reutilizado por uma turbina de baixa pressão que movia a hélice central. O navio conseguia chegar a uma velocidade média de 21 nós (39 km/h), consumindo entre 638 a 737 toneladas de carvão por dia. A energia elétrica que operava a iluminação e outros equipamentos da embarcação era gerada por quatro dínamos de 400 kW. Os fumos da combustão do carvão eram descarregados através das três primeiras chaminés. A quarta chaminé era apenas ornamental, adicionada principalmente para fazer com que os navios da Classe Olympic parecessem mais "potentes" nos olhos do público, porém também era usada para ventilar a casa de máquinas e as cozinhas.
Na parte frontal do convés dos botes ficava a ponte de comando, que se estendia por toda a largura do navio e compreendia dois passadiços, duas cabines de observação laterais, uma sala de navegação e uma sala das cartas marítimas. Atrás da ponte ficavam os alojamentos dos oficiais, que recebiam uma cabine proporcional a sua hierarquia; o capitão Edward Smith, como oficial comandante, ocupava uma suíte com escritório, casa de banho e até mesmo uma banheira. Atrás da primeira chaminé ficava a sala das comunicações sem fio, operada diariamente pelos radiotécnicos Jack Phillips e Harold Bride. Os alojamentos dos foguistas e mecânicos ficavam localizados na extremidade da proa e eles acessavam seus locais de trabalho através de uma escada em espiral e um longo corredor.
Além disso, um cesto de gávea funcionava a partir do mastro dianteiro, acessado por uma escada interna, e havia uma passarela de navegação no convés da popa. Uma linha telefônica permitia a comunicação direta entre a ponte com o cesto de gávea, a casa do leme, a passarela de navegação e a casa de máquinas, melhorando a velocidade e precisão das manobras. Outra linha permitia que os passageiros da primeira classe entrassem em contato com alguns dos serviços de bordo do Titanic.

### Instalações
O Titanic fornecia aos seus passageiros as instalações mais luxuosas e confortáveis do que qualquer outro navio contemporâneo. A primeira classe ia do convés dos botes até o convés E incluíam um ginásio com os equipamentos mais modernos da época, quadra de squash, sala de fumar decorada com uma lareira e pinturas de Norman Wilkinson, restaurante à la carte, dois cafés decorados com palmeiras, piscina coberta, banhos turcos, sala de leitura com mobílias de mogno e vitrais e convés de passeio coberto. Suas cabines eram igualmente luxuosas, com algumas tendo até casas de banho particulares (uma coisa rara na época) e com duas delas inclusive possuindo seu próprio convés de passeio privado. Conectando todas as cabines e instalações estavam duas grandes escadarias, uma entre a primeira e segunda chaminés e a outra entre a terceira e quarta, que eram cobertas por uma enorme cúpula de vidro. A escadaria dianteira era adornada por um relógio entalhado chamado de "Honra e Glória Coroando o Tempo" e era servida também por três elevadores que iam do convés A ao E. No convés D, a grande escadaria dava para uma enorme sala de jantar.
Os passageiros de segunda classe desfrutavam de acomodações equivalentes a primeira classe de outras embarcações. Suas instalações ficavam na parte traseira do convés B até o G, e incluíam uma escadaria com elevador, sala de fumar, biblioteca, sala de jantar e também seu próprio convés de passeio coberto. A terceira classe também fornecia acomodações e instalações muito boas quando comparadas a outros navios, com cabines possuindo beliches para entre quatro a oito pessoas e também pequenos dormitórios para homens solteiros. Ela também tinha sua própria sala de jantar e cozinha (a primeira e segunda classe dividiam a mesma cozinha), com os passageiros tendo a sua disposição duas áreas comuns e uma sala de fumar no convés da popa.

### Segurança
O casco do Titanic era dividido em dezesseis compartimentos estanques. Atravessando esses compartimentos existiam doze comportas estanques situadas nos locais onde a passagem era necessária para o bom funcionamento do navio. Estas podiam ser fechadas remotamente a partir de um interruptor na ponte de comando ou mesmo automaticamente em caso de acidente. Porém, os compartimentos estanques centrais não iam além do convés E, enquanto os compartimentos da proa e popa chegavam apenas até o convés D. Os projetistas acreditavam que se dois compartimentos adjacentes fossem inundados o navio poderia continuar flutuando. Esse limite era de quatro se os compartimentos inundados estivessem na proa.

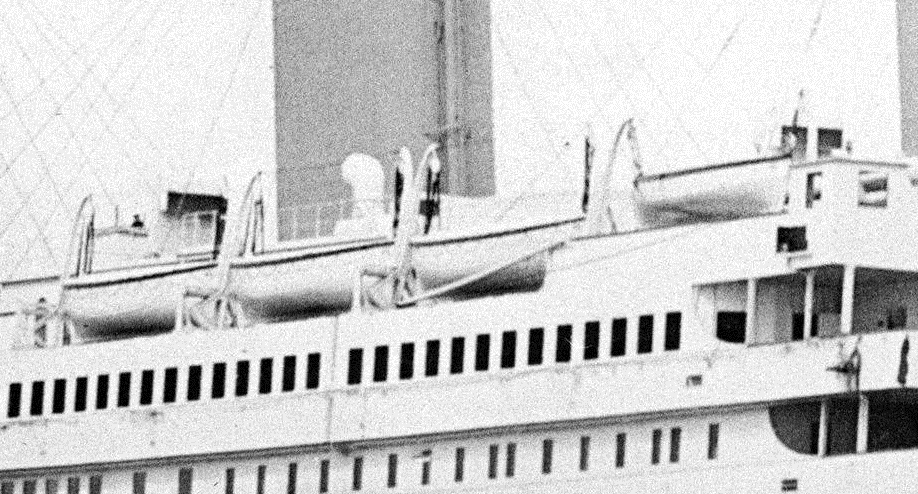
Os botes n.º 7, 5, 3 e 1 no lado estibordo do convés superior do Titanic

Além disso, o Titanic também tinha um fundo duplo e oito bombas d'água capazes de extrair quatrocentas toneladas de água por hora. Todas essas medidas de segurança levaram aos rumores por parte da imprensa de que a embarcação era supostamente "inafundável". No entanto, esses rumores não surgiram pela primeira vez com o Titanic, já que a própria White Star Line havia descrito o RMS Cedric como "praticamente inafundável" nove anos antes.
O Titanic também estava equipado com vinte botes salva-vidas: catorze com capacidade total para 65 pessoas, dois cúteres de emergência que acomodavam até quarenta pessoas e quatro botes desmontáveis Engelhardt que conseguiam levar 47 pessoas. Dessa forma, os vinte barcos teoricamente poderiam conter 1178 pessoas, ou seja, um terço da capacidade total do navio. Apesar de ser um número baixo, era muito mais do que as legislações marítimas da época exigiam; o pensamento contemporâneo era de que navios do tamanho do Titanic demorariam para afundar e que assim os botes serviriam para transportar os passageiros do navio naufragando para alguma embarcação de resgate.
O engenheiro Alexander Carlisle havia considerado a ideia de colocar mais botes a bordo, porém foi rejeitado por Ismay, dentre outros motivos, porque isso iria diminuir o espaço do convés dos botes e enfraquecer a confiabilidade do público na empresa. Mesmo assim, a fim de evitar custos adicionais caso uma possível mudança nas leis, Carlisle conseguiu convencer Ismay a instalar turcos tipo Wellin que eram capazes de baixar até dois botes. Apenas 710 pessoas conseguiram embarcar nos botes durante o naufrágio, pouco mais da metade da capacidade total que poderiam acomodar. As leis marítimas foram alteradas dois anos depois, em 1914, pela Convenção Internacional para a Salvaguarda da Vida Humana no Mar, que passou a exigir botes suficientes para todos a bordo.

## Passageiros

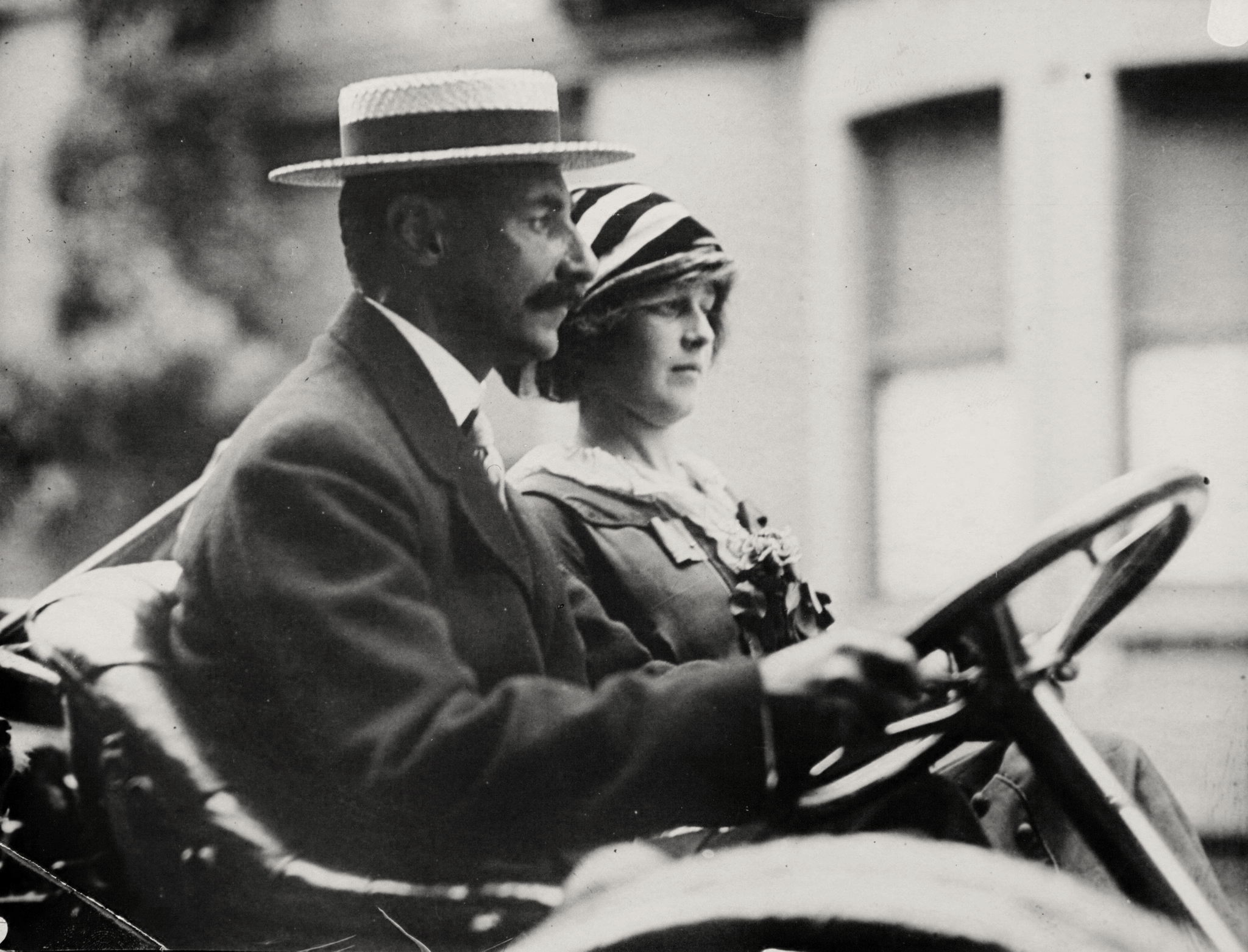
John Jacob Astor e sua esposa Madeleine Astor, os passageiros mais ricos do navio

O Titanic partiu em sua primeira e única viagem com 1 316 passageiros a bordo: 325 na primeira classe, 285 na segunda e 706 na terceira. Deles, 922 embarcaram em Southampton, 274 em Cherbourg-Octeville na França e 120 em Queenstown na Irlanda. Na primeira classe estavam os passageiros mais ricos do navio, dentre eles empresários, artistas, oficiais militares, políticos e outros. Em muitos casos eles viajaram com várias malas de bagagem e um ou mais criados particulares. Dentre as personalidades da primeira classe pode-se destacar Joseph Bruce Ismay, presidente da White Star Line, e Thomas Andrews, um dos engenheiros do navio. Ambos viajaram a fim de observar possíveis defeitos que poderiam ocorrer e melhorias que poderiam ser aplicadas no Britannic. O passageiro mais rico a bordo era John Jacob Astor IV, um militar, escritor, inventor e empresário norte-americano, que viajava junto de sua esposa Madeleine. Outros passageiros detentores de grandes fortunas incluíam Margaret Brown, Benjamin Guggenheim, Jacques Futrelle, Cosmo Duff-Gordon, Archibald Gracie e o tenista Richard Norris Williams. Archibald Butt, um dos assessores do presidente William Howard Taft, também fez a travessia a bordo do Titanic para retornar aos Estados Unidos a fim de se preparar para as eleições presidenciais. John Pierpont Morgan, banqueiro e empresário norte-americano, também deveria ter viajado no Titanic, porém desistiu de última hora para comemorar o aniversário de sua amante em Aix-les-Bains, na França.
A segunda classe era mais diversificada e incluía empresários, professores, clérigos e imigrantes, por vezes ricos, que retornavam ao seu país natal. Dentre eles é possível destacar Lawrence Beesley, um jornalista e escritor britânico que depois do naufrágio publicaria um dos primeiros relatos do desastre, The Loss of the SS Titanic. Também na segunda classe estava a família Navratil: o pai Michel e os filhos bebês Michel Marcel e Edmond. Eles foram registrados ao embarcarem como "família Hoffman" e para os outros passageiros eram um pai viúvo com seus dois filhos pequenos. Entretanto, Michel Navratil na verdade havia perdido a custódia das crianças para sua ex-esposa mas decidiu fugir com eles para os Estados Unidos; Michel morreu no naufrágio, porém Michel Marcel e Edmond sobreviveram e ficaram conhecidos como os "órfãos do Titanic".
Por fim, a terceira classe era onde estavam os imigrantes, pessoas que muitas vezes viajavam em grandes grupos familiares de até doze membros. Eles vinham de diferentes partes da Europa como Escandinávia, Leste Europeu, Irlanda e até mesmo da Ásia. Antes do embarque todos foram sujeitos a controles sanitários pois os regulamentos de imigração norte-americana eram bem rigorosos para evitar contaminação. A terceira classe era a única a ser obrigada a passar por esses exames, também estando previsto que novas examinações fossem realizadas assim que chegassem a Nova Iorque.

## Tripulação
Dentre as quase novecentas pessoas que faziam parte da tripulação do Titanic, 66 pertenciam a tripulação de convés (oficiais, marinheiros, vigias e quartel-mestres), 325 eram mecânicos (carvoeiros, foguistas, graxeiros e especialistas), e por fim 494 eram membros da equipe de atendimento (comissários, mordomos, cozinheiros, operadores de rádio, etc.).
O comandante do navio era o capitão Edward Smith, o mais respeitado oficial da White Star Line e extremamente popular entre os passageiros da primeira classe, tendo comandado todos os maiores e mais novos navios da companhia desde 1904. Henry Wilde de última hora chegou para ser o oficial chefe e o segundo no comando do Titanic, causando uma mudança na hierarquia dos oficiais. Isso fez com que os três oficiais mais graduados da embarcação fossem os mesmos que haviam trabalhado no Olympic (com o terceiro sendo o primeiro oficial William Murdoch). Além deles, também estavam a bordo o segundo oficial Charles Lightoller, terceiro oficial Herbert Pitman, quarto oficial Joseph Boxhall, quinto oficial Harold Lowe e sexto oficial James Moody. Eles eram os encarregados de comandar a tripulação do convés e garantir o andamento e bom funcionamento de toda a embarcação. Eles eram auxiliados por quartel-mestres que cuidavam da roda do leme, os vigias que trabalhavam no cesto de gávea e os marinheiros que ficavam na manutenção dos diversos dispositivos a bordo.
A equipe de mecânicos trabalhava nas entranhas do navio. Sob o comando do engenheiro chefe Joseph Bell, eram os responsáveis por cuidar da sala de máquinas e manter o Titanic em funcionamento. As 29 caldeiras eram alimentadas por trezentos foguistas que atuavam em condições terríveis. Pouquíssimos membros da equipe sobreviveram ao naufrágio.
Por fim, a equipe de atendimento era bem mais diversa e a que realizava o trabalho mais comum. A maioria eram comissários acompanhados por alguns recepcionistas, porém também incluía os cozinheiros. Suas funções eram de cuidar das cabines e instalações do navio, além de atender os passageiros. Na direção de todos os tripulantes de atendimento estava o comissário de bordo chefe Hugh McElroy, responsável também por atender quaisquer queixas que os passageiros tivessem. Os dois operadores do rádio sem fio, Jack Phillips e Harold Bride, também são incluídos como parte dessa tripulação.
O Titanic também empregava uma orquestra formada por um trio e um quinteto liderado pelo violinista Wallace Hartley. Eles tocavam na primeira e segunda classe, entrando na história como heróis por terem continuado a tocar durante todo o naufrágio sem tentarem se salvar. Os músicos não eram considerados parte da tripulação e foram contados como passageiros da segunda classe.

## História

### Testes marítimos

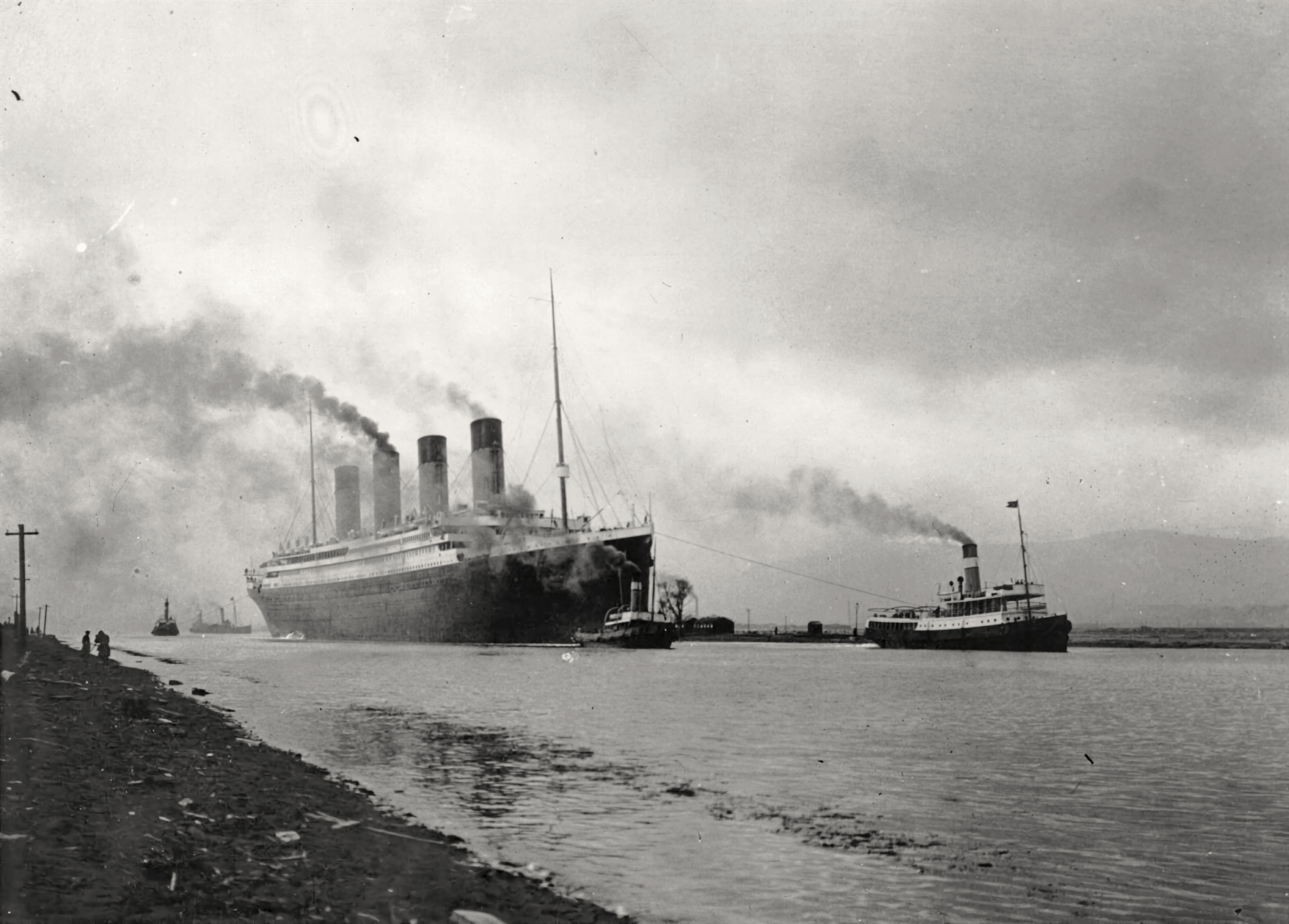
O Titanic deixando Belfast para seus testes marítimos, 2 de abril de 1912

Às 6h do dia 2 de abril de 1912, 78 foguistas e 41 oficiais e tripulantes embarcaram no Titanic para que ele pudesse realizar seus testes marítimos. O navio deixou o porto de Belfast puxado por quatro rebocadores da Red Funnel, com todos os oito oficiais presentes a bordo. Pelo restante do dia a embarcação fez testes de velocidade e manobrabilidade, como paradas de emergência e medição de suas manobras em diferentes velocidades. Esses testes mostraram que o Titanic era capaz de parar completamente depois de percorrida uma distância de três vezes o seu comprimento.
Ao meio-dia, os engenheiros, os representantes da Harland and Wolff e os representantes do Ministério do Comércio britânico almoçaram no salão de jantar da primeira classe e dessa forma inauguraram essa instalação. O Titanic voltou para Belfast às 18h, tendo cumprido todos os requisitos exigidos pelo governo do Reino Unido. Francis Carruthers, inspetor da Junta Comercial, assinou o certificado n.º 131 428 de navegabilidade do navio, válido por um ano. A embarcação deixou a cidade às 20h do mesmo dia e chegou em Southampton durante a noite do dia 3 de abril.
Seis rebocadores da Red Funnel ajudaram o Titanic a atracar no cais n.º 44 do porto de Southampton. A cidade anteriormente fora forçada a reformar sua área portuária para poder acomodar navios do tamanho da Classe Olympic. Nos dias seguintes o resto da tripulação chegou e realizou os preparos finais para a partida. Suas chaminés e parte do casco também receberam um retoque em suas pinturas.

### Partida

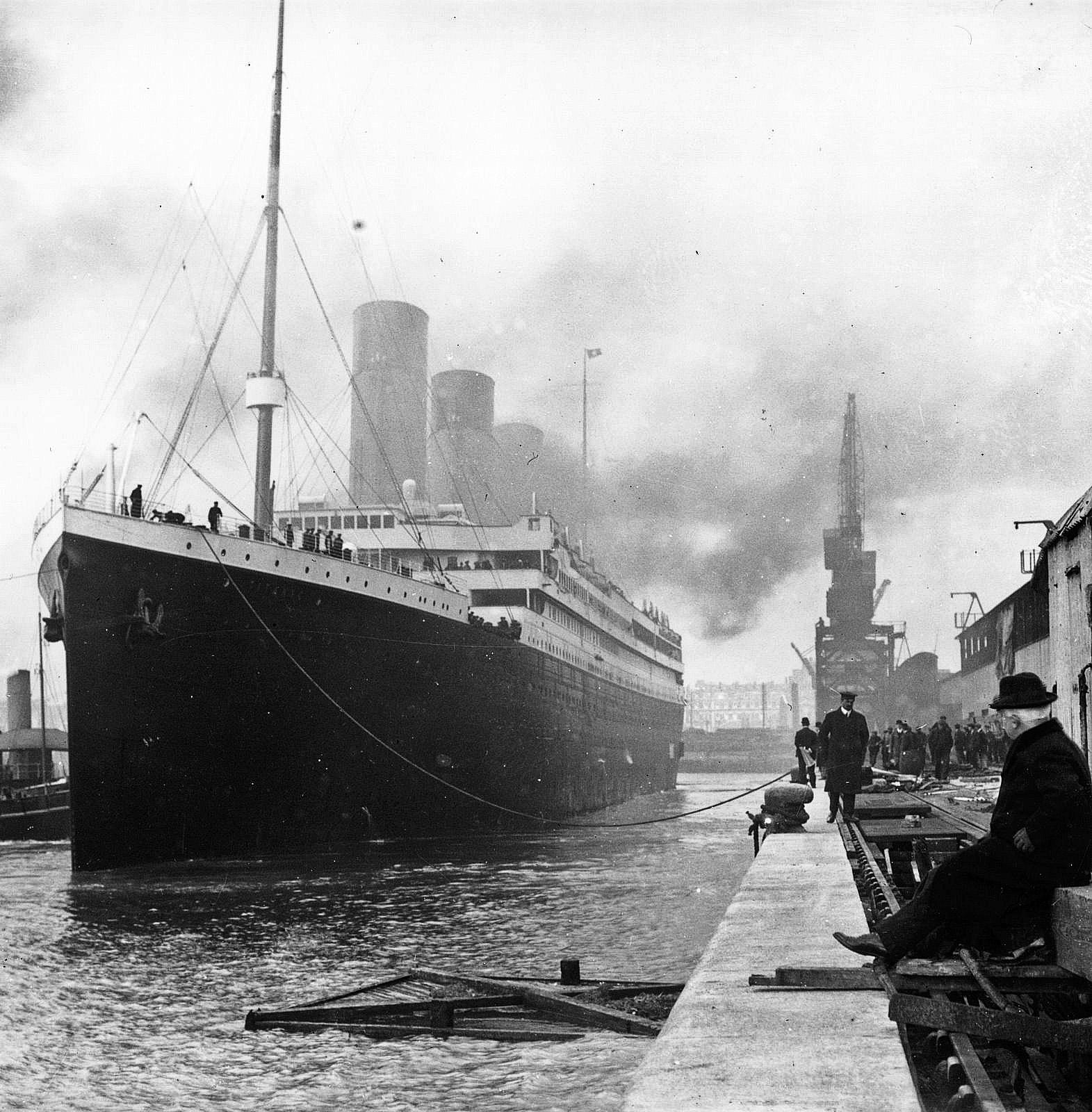
O Titanic no porto de Southampton, 10 de abril de 1912

O Titanic deixou o porto de Southampton às 12h15min do dia 10 de abril de 1912 com 953 passageiros a bordo, 29 dos quais desembarcariam antes do navio seguir para Nova Iorque. A bordo estavam pessoas de quarenta nacionalidades diferentes. Ao partir a embarcação passou perto do SS New York, que estava atracado no cais. A sucção das hélices do Titanic fez com que as amarras que prendiam o New York se soltassem, e ele rapidamente começou a se aproximar do navio maior. Smith deu ordem para que as máquinas entrassem em ré a fim criar um efeito que empurrasse o New York para longe. Os rebocadores do porto conseguiram parar o New York e impedir uma colisão, porém os dois navios chegaram a ficar a menos de dois metros de distância um do outro. Esse incidente fez com que o Titanic deixasse Southampton com uma hora de atraso.
Em seguida ele foi para Cherbourg-Octeville na França, chegando às 18h35min. 22 passageiros desembarcaram e outros 274 subiram a bordo, em sua maioria da primeira classe. Já que a embarcação era muito grande para entrar no porto da cidade, o transporte dos passageiros foi realizado por dois barcos auxiliares: o SS Nomadic e o SS Traffic. O navio deixou Cherbourg às 20h10min.
O Titanic então rumou para Queenstown na Irlanda, chegando às 11h30min do dia seguinte. Sete passageiros desceram e 120 embarcaram, principalmente imigrantes da terceira classe que pretendiam tentar a vida nos Estados Unidos. O navio deixou Queenstown às 13h30min e iniciou sua travessia transatlântica para Nova Iorque com 1 316 passageiros e 889 tripulantes. Desde o naufrágio muitas vezes se afirmou que o capitão Smith planejava se aposentar ao final da viagem; entretanto, não existem evidências concretas que essa era realmente sua intenção enquanto outras fontes sugerem que a White Star Line planejava mantê-lo no comando do Titanic até o lançamento do Britannic, então agendado para 1914.

### Travessia
A travessia do Titanic pelo oceano Atlântico ocorreu sem grandes incidentes pelos dois dias seguintes. No dia 12 de abril ele começou a receber avisos de gelo vindos de outras embarcações. A primeira mensagem deste tipo foi do SS La Touraine, que alertava sobre uma névoa densa, uma espessa camada de gelo na superfície da água e vários icebergs em diferentes pontos do oceano. Essa mensagem foi imediatamente entregue ao capitão Smith.
O navio recebeu várias outras mensagens de icebergs e campos de gelo por todo o dia seguinte. Na parte da tarde, o incêndio que estava ocorrendo em uma de suas reservas de carvão desde antes da partida de Southampton foi finalmente apagado. Esse tipo de incidente não era incomum em embarcações da época, porém sua intensidade foi rara devido a uma explosão de gás e pela baixa qualidade do carvão ocasionada por uma greve de mineiros. Foram necessários vários homens para apagar o fogo, que possivelmente pode ter enfraquecido as paredes do casco. O SS Rappahannock enviou às 22h30min mais uma notificação sobre camadas de gelo grossas e campos de icebergs; o recebimento dessa mensagem foi confirmado no diário de bordo por um dos oficiais.
Novas mensagens foram recebidas também durante a tarde e noite de 14 de abril. Diferentemente das anteriores, apenas alguns desses avisos foram entregues na ponte e Smith não tomou conhecimento da maioria deles.

### Naufrágio

#### Colisão

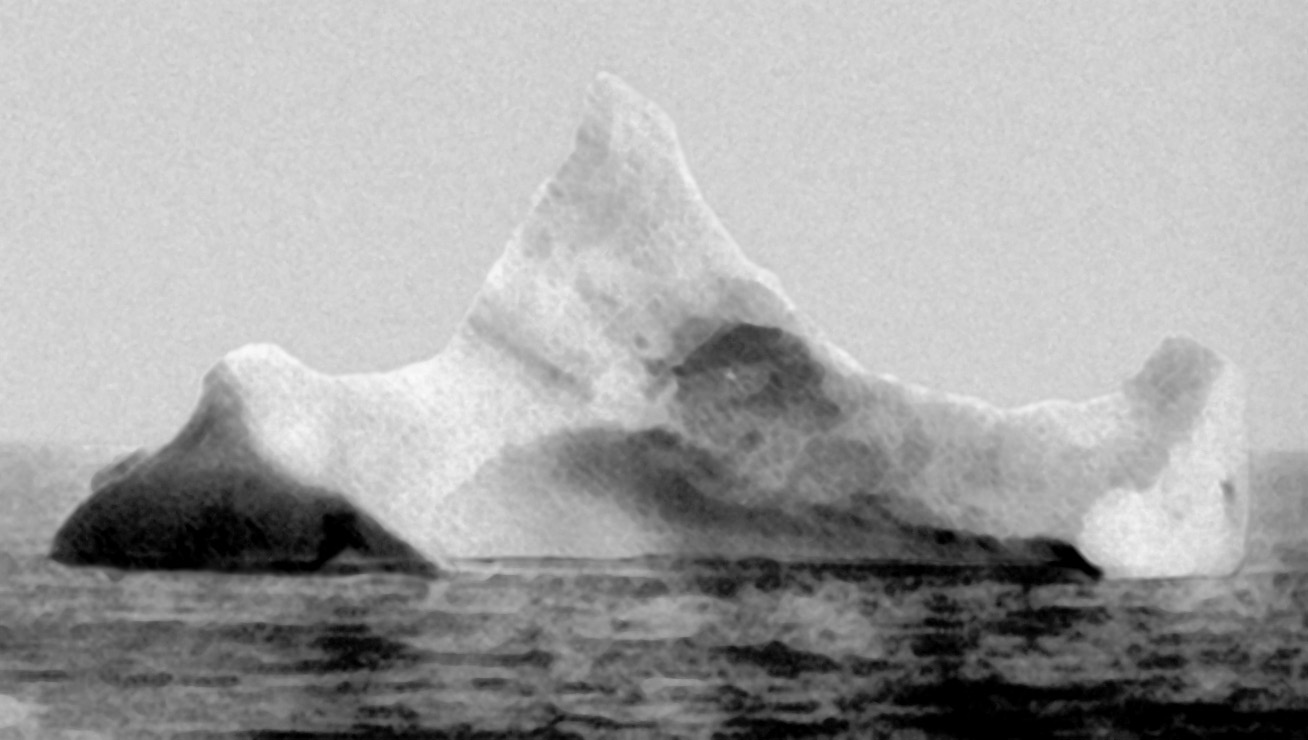
O iceberg que acredita-se ter sido batido pelo Titanic, fotografado pelo comissário chefe do SS Prinz Adalbert na manhã do dia 15. Testemunhas afirmam que o iceberg tinha rastros de pintura vermelha do casco do navio em um de seus lados

O Titanic já havia percorrido mais de 3 600 quilômetros por volta da noite de 14 de abril. Dentre os avisos de gelo recebidos durante o dia estava um do SS Californian. Às 22h55min, o Californian enviou um outro aviso para todos os navios próximos, inclusive para o Titanic. Porém, Jack Phillips interrompeu o operador da outra embarcação e o mandou calar a boca para que pudesse continuar enviando mensagens dos passageiros para o continente. Logo depois disso o operador de rádio do Californian desligou seus equipamentos e foi dormir, já que não era costume manter os operadores trabalhando durante a noite.
Por volta das 23h30min, o Titanic estava viajando a pouco mais de 21,5 nós (41 km/h), com a maioria dos passageiros já estando dormindo ou retirados em suas cabines. Neste momento na ponte de comando estavam de serviço o primeiro oficial Murdoch e o sexto oficial Moody, enquanto na roda do leme estava o quartel-mestre Robert Hichens. No cesto de gávea no mastro principal estavam os vigias Frederick Fleet e Reginald Lee. Era uma noite escura, não havia nuvens nem Lua no céu e a água estava completamente calma; atualmente sabe-se que uma água extremamente calma como aquela encontrada pelo Titanic é um sinal da presença de icebergs por perto, porém isso não era de conhecimento dos marinheiros da época.
Fleet e Lee avistaram um iceberg diretamente na frente do navio por volta das 23h40min. Fleet tocou o sino de alerta três vezes e telefonou para a ponte, informando Moody sobre o gelo. O sexto oficial repassou o aviso para Murdoch, que por sua vez ordenou uma parada total das máquinas e que Hichens virasse a embarcação para bombordo. Houve um atraso antes que quaisquer uma das ordens pudessem entrar em efeito: o mecanismo de manobra demorava até trinta segundos para mover o leme do Titanic, enquanto parar os motores também era uma tarefa que precisava de muito tempo para poder ser realizada.
O Titanic começou a virar quase quarenta segundos depois, porém isso não foi suficiente. O iceberg colidiu com o lado estibordo do navio, arranhando seu casco embaixo da linha d'água e fazendo com que pedaços de gelo caíssem nos conveses dianteiros. Murdoch ordenou uma virada para estibordo a fim de mudar o curso da popa e dessa forma evitar que o gelo danificasse toda a extensão do navio, também ativando o fechamento imediato das comportas estanques para tentar conter a água. Smith estava em sua cabine no momento da colisão, porém sentiu a vibração do navio e foi para a ponte, onde Murdoch lhe informou sobre o ocorrido. O capitão ordenou que todas as máquinas fossem desligadas e mandou chamar Thomas Andrews a fim de investigar as avarias.

#### Danos

O iceberg entortou as placas de aço do casco e arrancou rebites, danificando vários compartimentos

O Titanic já estava começando a inclinar apenas minutos depois da colisão. Smith e Andrews foram para os conveses inferiores investigar os danos, descobrindo que os depósitos de carga, sala dos correios e quadra de squash já estavam inundadas, enquanto a sala das caldeiras n.º 6 já tinha mais de quatro metros de água e a sala n.º 5 também já estava começando a ser inundada. Estima-se que aproximadamente sete toneladas de água entravam no navio por segundo, quinze vezes mais do que as bombas eram capazes de expelir. Em apenas 45 minutos, mais de treze mil toneladas de água já tinham entrado na embarcação. Andrews logo percebeu que o Titanic estava condenado; ele e Smith voltaram para a ponte, onde o engenheiro informou os oficiais sobre a situação, aconselhou o lançamento imediato dos botes salva-vidas e estimou que o navio afundaria em pouco mais de uma hora.
O impacto do iceberg havia entortado as placas de aço do casco e causado seis pequenas aberturas, com todas juntas equivalendo a uma área de pouco mais de um metro quadrado de todo o navio. A maior abertura tinha por volta de doze metros de comprimento e aparentemente seguiu a linhas das placas de aço. As placas na parte central do navio eram mantidas unidas por três fileiras de rebites feitos de aço de carbono, porém as placas da proa e popa ficavam presas por duas linhas de rebites feitos com ferro forjado, que segundo especialistas estavam no limite da tensão antes mesmo da colisão. Esse segundo tipo de rebite era mais propenso a sair do lugar em situações de grande tensão, ainda mais sob um frio extremo como na noite em que o Titanic afundou.
Acima da linha d'água, havia pouquíssimos sinais da colisão. Os comissários no salão de jantar da primeira classe haviam sentido um tremor, que eles pensaram ter sido causado pela quebra de uma das lâminas das hélices. Muitos passageiros da primeira e segunda classe sentiram uma batida ou tremor, porém não sabiam do que se tratava. Aqueles nos conveses inferiores, principalmente tripulantes e passageiros da terceira classe perto do local da colisão, sentiram o impacto da batida bem mais diretamente.

#### Primeiras ações
Às 0h05min já do dia 15 de abril, Smith deu ordem para que os botes fossem preparados e os passageiros acordados. Ele ordenou que Phillips e Bride começassem a enviar pedidos de socorro, que erroneamente direcionaram os navios de resgate para uma posição 21 km distante de onde o Titanic realmente estava. Os comissários de bordo logo foram bater de porta em porta chamando os passageiros e pedindo para que eles fossem para o convés dos botes. O tratamento recebido dependia da posição social; os comissários da primeira classe cuidavam cada um de apenas algumas cabines, então eles podiam ajudar os passageiros a se vestirem e irem para o convés, enquanto os comissários da segunda e terceira classe tinham de percorrer várias cabines rapidamente, rudemente acordar os passageiros e mandá-los colocarem coletes salva-vidas. Apesar das ordens, muitos passageiros e tripulantes estavam relutantes em atender os pedidos, por não acreditarem que o Titanic estava em perigo ou por não quererem sair no frio da noite. Não foi dito que o navio estava afundando, porém algumas pessoas perceberam que ele estava inclinando.
No convés a tripulação iniciou o preparo dos botes, porém era difícil ouvir qualquer coisa devido ao barulho do vapor das caldeiras que estava sendo evacuado pelas chaminés. O som era tão alto que tiveram que usar sinais de mão para se comunicarem. Além disso, eles estavam mal preparados para uma emergência já que o treinamento com botes havia sido mínimo. Esses barcos supostamente estariam com suprimentos de emergência, porém muitos passageiros posteriormente descobriram que tinham recebido apenas provisões parciais, apesar dos esforços do padeiro chefe Charles Joughin e sua equipe. Nenhum exercício de emergência havia sido realizado no Titanic desde sua partida de Southampton. Tudo isso foi piorado pela aparente indecisão, insegurança e paralisia de Smith, que falhou em dar certas ordens, não organizou a tripulação e negligenciou informações cruciais sobre a real situação do navio.

#### Botes lançados

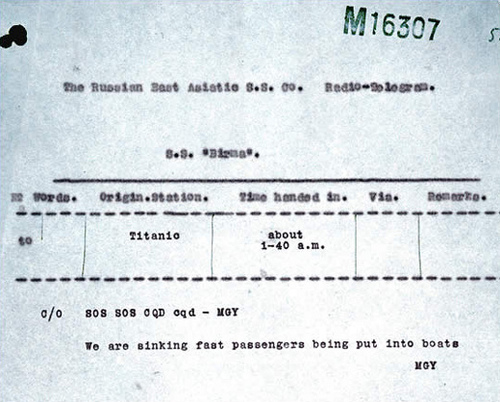
Sinal de socorro enviado pelo Titanic às 1h40min e captado pelo navio russo SS Birma

O preenchimento dos botes salva-vidas começou por volta das 0h20min. O segundo oficial Lightoller se dirigiu ao capitão e sugeriu que a evacuação fosse iniciada com as mulheres e crianças. Smith, ainda em estado de paralisia, concordou com a cabeça e disse "coloque as mulheres e crianças e abaixe-os". Lightoller assumiu o lançamento dos botes no lado bombordo enquanto Murdoch ficou encarregado do lado estibordo. Entretanto, os dois homens interpretaram as ordens de maneira diferente: o primeiro oficial entendeu que eram mulheres e crianças primeiro, enquanto o segundo oficial presumiu que eram mulheres e crianças apenas. Dessa forma, Lightoller lançava seus botes caso não houvesse nenhuma mulher por perto para embarcar, enquanto Murdoch por sua vez permitia a entrada de homens depois de embarcadas todas as mulheres e crianças. Nenhum dos dois sabia a capacidade exata dos barcos e temeram superlotá-los, assim vários botes foram abaixados com menos da metade de sua capacidade total.
Pouquíssimos passageiros estavam inicialmente dispostos a embarcar nos botes e os oficiais tiveram grande dificuldade em persuadi-los. Eles eram em sua enorme maioria membros da primeira classe. Ismay sabia da necessidade de urgência na evacuação e correu pelo lado estibordo do convés superior pedindo para as pessoas embarcarem. Algumas mulheres, casais e homens solteiros foram persuadidos a embarcar no bote n.º 7, que foi o primeiro a ser lançado ao mar por volta das 0h45min com apenas 28 pessoas.
Nos conveses inferiores a situação era bem mais alarmante. Os tripulantes das salas das caldeiras n.º 5 e 6 estavam lutando por suas vidas enquanto ao mesmo tempo tentavam impedir que o vapor das caldeiras não entrasse em contato com água congelante do oceano, algo que poderia ocasionar uma explosão. A sala da caldeira n.º 4 começou a ser inundada por volta das 1h20min, inicialmente pelo chão, indicando que o iceberg possivelmente também danificou a parte inferior do casco. Mais para a popa, o engenheiro chefe Bell e seus colegas continuaram trabalhando nos geradores elétricos do navio a fim de manter as luzes e o rádio funcionando. Eles aparentemente permaneceram em seus postos até o fim, garantindo que o Titanic permanecesse iluminado até os minutos finais.

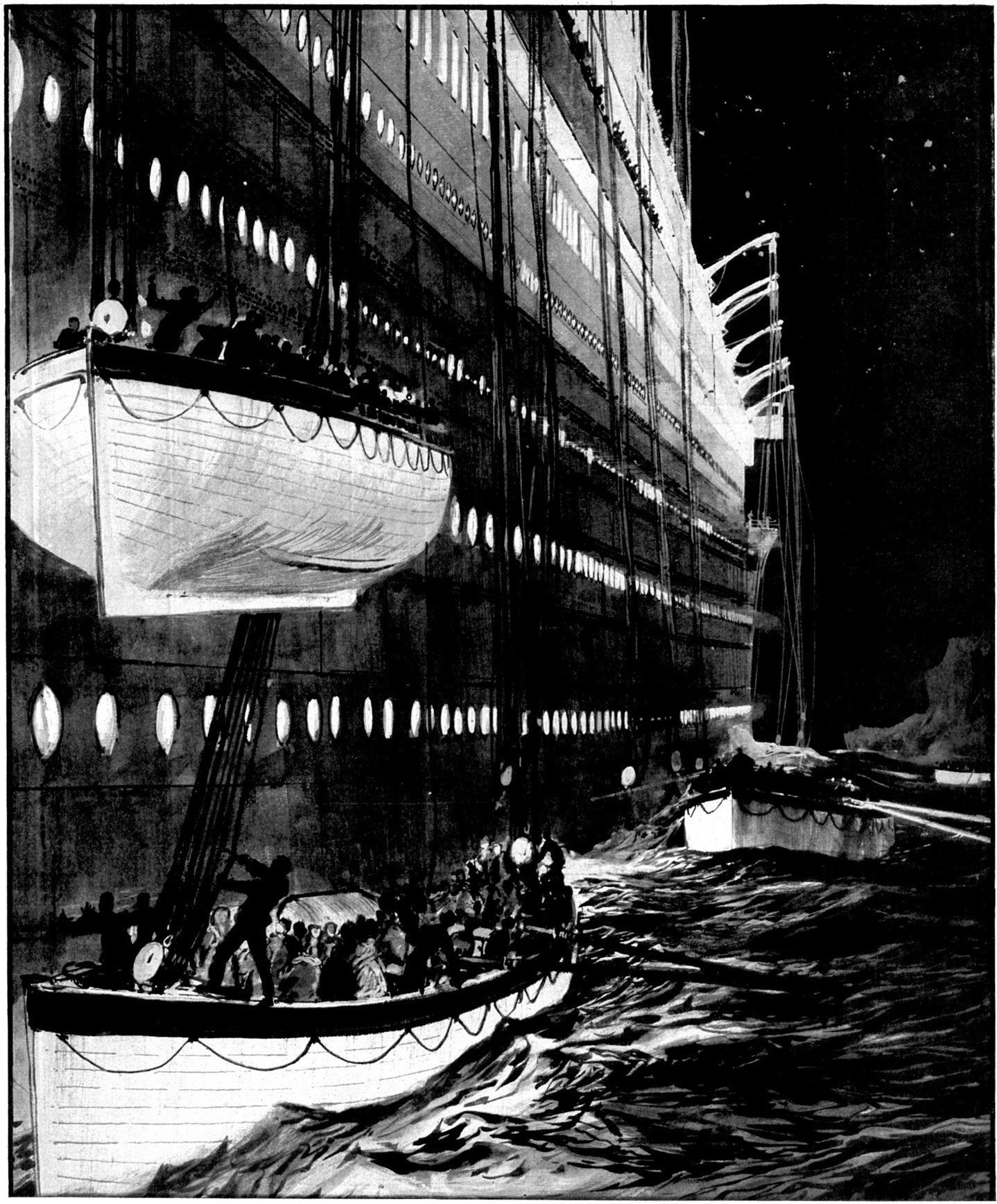
Ilustração de Charles Dixon do bote n.º 15 sendo baixado em cima do n.º 13

No convés superior o lançamento dos botes continuou com o de n.º 6 às 0h55hmin, também com apenas 28 pessoas. Os barcos continuaram a serem abaixados em intervalos de alguns minutos em ambos os lados, porém a grande maioria estavam sem lotação total. O n.º 5 tinha 41 pessoas, o n.º 3 foi com 32, o n.º 8 com 39 e o n.º 1 com apenas 12 de uma capacidade total de 40. A evacuação não ocorreu calmamente e alguns passageiros se feriram. A descida dos botes também era perigosa, com o n.º 6 quase sendo inundado por água que saia do navio e o n.º 3 tendo seus turcos emperrados.
A seriedade da situação ficou aparente para os passageiros por volta das 1h20min, quando muitos começaram a se despedir e maridos a levar suas esposas para os botes. Fogos de artifício sinalizadores eram disparados periodicamente para tentar atrair a atenção de algum navio por perto enquanto os operadores de rádio continuavam a mandar pedidos de socorro CQD. Bride depois acabou sugerindo para Phillips que começassem a usar o recém instaurado SOS. Várias embarcações responderam aos chamados do Titanic, incluindo seu irmão Olympic, porém o mais perto era o RMS Carpathia, a 93 km de distância.
Até então, a grande maioria dos passageiros que tinham conseguido embarcar nos botes eram da primeira e segunda classes. Muito poucas pessoas da terceira classe tinham conseguido chegar ao convés superior, com a maioria se perdendo nos labirintos de corredores ou ficando presos atrás de grades que segregavam as acomodações da terceira classe daquelas da primeira e segunda. Aparentemente em pelo menos em alguns lugares, a tripulação do Titanic ativamente impediu que os passageiros da terceira classe escapassem, com barreiras trancadas e vigiadas por tripulantes a fim de impedir que as pessoas corressem para os botes.
Aproximadamente às 1h30min, o Titanic estava adernando para bombordo e sua inclinação aumentando. Os botes restantes foram preenchidos rapidamente e com uma lotação mais próxima da capacidade total. O n.º 11 foi lançado com cinco pessoas a mais do que podia carregar, quase sendo inundado por uma das saídas de exaustão das bombas. O n.º 13 por muito pouco não teve o mesmo problema, porém enfrentou dificuldades em soltar suas cordas; ele acabou indo para embaixo do n.º 15, que estava sendo abaixado, no entanto os ocupantes do barco conseguiram cortar as cordas em tempo. O pânico já estava se alastrando entre os passageiros, com o quinto oficial Lowe sendo forçado a disparar seu revólver no ar para impedir que pessoas pulassem em seu bote, o n.º 14. O último barco lançado com sucesso foi o desmontável D às 2h05min com apenas 20 pessoas a bordo, com mais duas pulando nele enquanto estava sendo abaixado. A água já havia alcançado o convés dos botes e o castelo da proa estava totalmente submerso. Smith fez uma última inspeção pelo convés, liberou Bride e Phillips de suas funções e anunciou para a tripulação que "Agora é cada homem por si".

#### Momentos finais

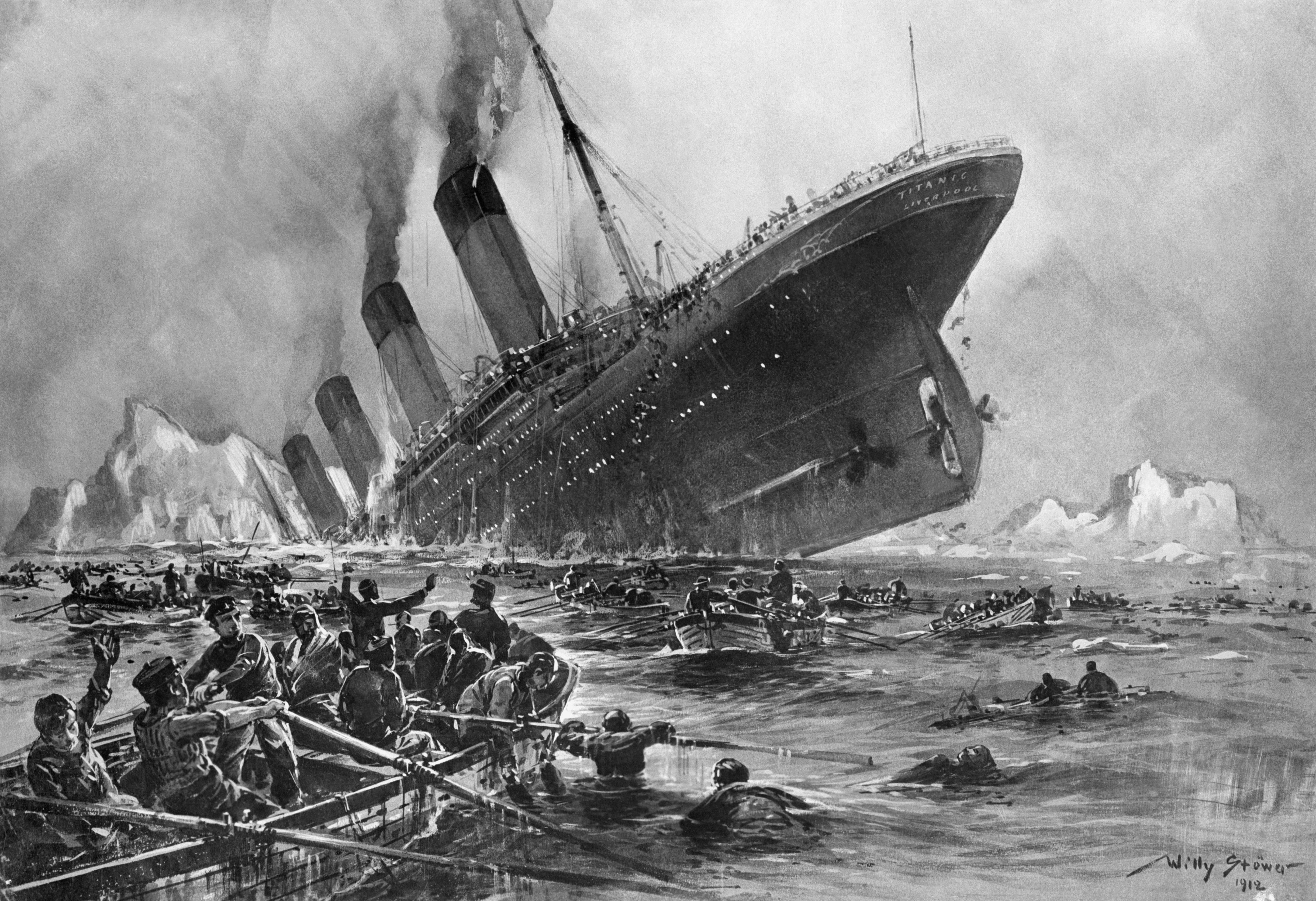
O naufrágio do Titanic por Willy Stöwer

O ângulo do Titanic começou a aumentar rapidamente por volta das 2h15min já que a água estava entrando em partes anteriormente intactas através de escotilhas abertas. O aumento súbito do ângulo criou uma onda que varreu a parte dianteira do convés dos botes, jogando várias pessoas na água. Aqueles que estavam tentando lançar os botes desmontáveis A e B também foram levados pela onda junto com os barcos. A popa do navio se ergueu no ar enquanto a proa ficou totalmente submersa, com sobreviventes afirmando terem ouvido um enorme estrondo vindo de dentro da embarcação. Após mais um minuto as luzes do Titanic piscaram e se apagaram completamente, deixando todos na escuridão.
O navio estava sendo sujeito a forças opostas extremas – a proa inundada puxando-o para baixo enquanto o ar dentro da popa o mantinha na superfície – que se concentraram em uma das áreas mais fracas da superestrutura, a área perto da junta de expansão traseira. O navio se partiu em dois perto da terceira chaminé pouco depois das luzes terem se apagado. A proa permaneceu ligada com a popa pela quilha durante um curto período, puxando a segunda parte até um ângulo bem alto antes de se soltar, deixando a popa flutuando. Ela balançou enquanto vários compartimentos eram inundados até chegar a uma posição quase vertical, onde permaneceu por alguns momentos. O Titanic finalmente afundou por completo aproximadamente às 2h20min, duas horas e quarenta minutos depois da colisão.
Imediatamente, centenas de passageiros e tripulantes foram deixados no mar congelante, cercados por destroços que se tinham desprendido do navio e passaram a ser usados como boias. Algumas das pessoas morreram quase instantaneamente de um infarto agudo do miocárdio causado pelo repentino estresse no sistema cardiovascular. Outros progrediram pelos sintomas clássicos de hipotermia: primeiro tremores extremos pelo corpo, seguido pela diminuição e enfraquecimento dos batimentos cardíacos até à perda de consciência e por fim a morte.
Aqueles nos botes ficaram horrorizados pelo som das pessoas gritando e pedindo ajuda; o terceiro oficial Pitman no bote n.º 5 mais tarde afirmaria que os gritos o traumatizaram pelo restante da vida. Muitos ocupantes debateram se deveriam voltar e resgatar os náufragos. Alguns botes que estavam perto do navio na hora do naufrágio conseguiram pegar algumas pessoas, como o n.º 4 e o desmontável D. Em todos os outros, os sobreviventes decidiram contra o retorno, provavelmente pelo medo de que os náufragos emborcassem os barcos. O único a voltar foi o n.º 14 do quinto oficial Lowe, que transferiu os ocupantes de seu bote para outros dois e partiu em busca de sobreviventes, eventualmente resgatando cinco pessoas que tinham conseguido permanecer fora da água congelante.
Depois disso havia muito pouco o que os sobreviventes pudessem fazer além de esperar pelo resgate. O ar estava frio e muitos barcos tinham feito água. Os ocupantes não encontraram comida ou bebidas nos botes, com a maioria não tendo nenhuma fonte de luz. A situação era particularmente ruim no desmontável B, que havia emborcado e estava flutuando com mais de trinta pessoas em cima, dentre eles Lightoller e Bride.

#### Resgate
Os sobreviventes do Titanic finalmente foram resgatados a partir das 4h00min da manhã do dia 15 de abril pelo Carpathia, que havia corrido durante a noite em máxima velocidade e a um risco considerável, já que ele teve de desviar de vários icebergs no caminho. As luzes do navio de resgate haviam sido avistadas pela primeira vez às 3h30min, porém demorou muitas horas para que todos fossem recolhidos. Os homens do desmontável B conseguiram ser pegos por outros dois botes, porém um acabou morrendo antes deles chegarem no Carpathia. No desmontável A, mais da metade havia morrido durante a noite, e pela manhã os restantes também conseguiram embarcar em outro bote.
Os sobreviventes foram levados a bordo do Carpathia por diferentes meios. Alguns foram fortes o bastante para subirem uma escada de cordas até o convés, enquanto aqueles que estavam fracos e as crianças foram içados por cordas e sacos. O último bote resgatado foi o n.º 12, que estava com 74 pessoas a bordo. Todos os sobreviventes já estavam no Carpathia por volta das 9h00min. Houve algumas cenas de alegria quando certas famílias e amigos se reencontraram, porém para a maioria a tristeza tomava conta com o final das esperanças de que entes queridos aparecessem.
Outros dois navios apareceram às 9h15min: o SS Mount Temple e o Californian, que durante a noite havia avistado um outro navio ao longe disparando fogos de artifício, porém seu operador de rádio havia desligado seus equipamentos e ido dormir, enquanto a tripulação ficou confusa sobre o significado dos fogos. O Carpathia estava originalmente indo para Fiume na Áustria-Hungria, porém já que ele não tinha meios de cuidar de todos os sobreviventes, o capitão Arthur Rostron mandou que sua embarcação virasse e voltasse para Nova Iorque onde todos poderiam receber os devidos cuidados.

## Reação pública

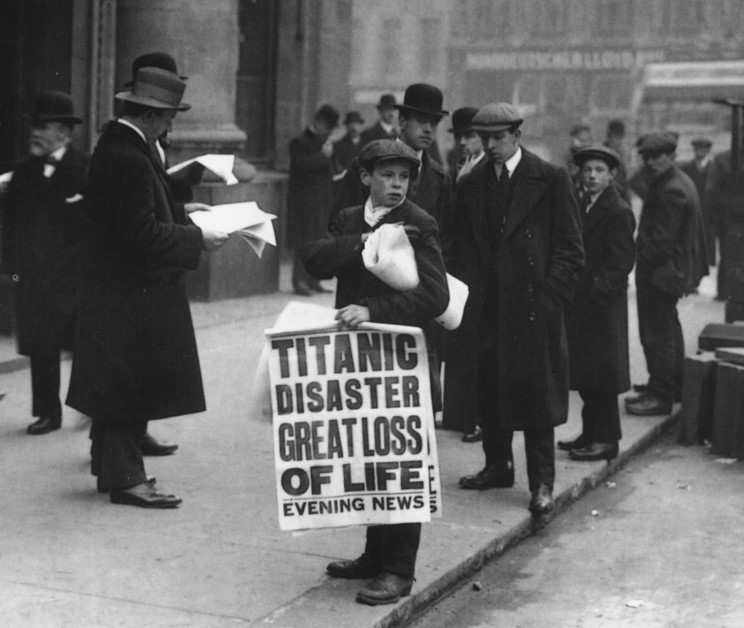
O jornaleiro Ned Parfett noticiando o naufrágio do Titanic em Londres

O Carpathia chegou ao Pier 34 de Nova Iorque na tarde de 18 de abril depois de uma viagem difícil através de gelo, neblina, trovões e mares agitados. Aproximadamente quarenta mil pessoas esperavam a sua chegada depois de serem alertadas do desastre por mensagens do rádio do Carpathia e outros navios. Por causa de dificuldades nas comunicações, foi apenas depois dos sobreviventes chegarem em Nova Iorque que a total magnitude do naufrágio se tornou de conhecimento público.
Esforços para recuperar os mortos já estavam em andamento antes mesmo do Carpathia chegar nos Estados Unidos. A White Star Line contratou quatro navios que conseguiram recuperar 328 corpos; 119 foram enterrados no mar enquanto os 209 restantes foram levados até o porto de Halifax, no Canadá. Os corpos da grande maioria das vítimas do Titanic nunca foram recuperados, com a única evidência de suas mortes sendo encontradas 73 anos depois dentre os destroços no fundo do mar: pares de sapatos lado a lado, onde os corpos uma vez estavam antes de se decomporem.
A reação pública foi principalmente de choque e ultraje, direcionada contra várias questões: por que haviam tão poucos botes? Por que Ismay havia salvado sua vida quando tantos outros morreram? Por que o Titanic prosseguiu para um campo de gelo em velocidade máxima? A revolta também tomou conta dos sobreviventes; ainda a bordo do Carpathia vários deles se juntaram e escreveram uma carta aberta ao The Times a fim de "despertar a opinião pública para salvaguardar viagens marítimas no futuro" e pedir por mudanças nos regulamentos de segurança.
Houve um profundo sentimento de dor em lugares associados diretamente com o Titanic. Multidões formadas por mulheres às lágrimas, as esposas, irmãs e mães de tripulantes, se reuniram na frente dos escritórios da White Star em Southampton para tentar descobrir o que havia acontecido com seus entes queridos – a maioria dos quais haviam morrido. Igrejas em Belfast lotaram e trabalhadores da Harland and Wolff choraram nas ruas ao saberem das notícias. O navio era um símbolo das realizações industriais da cidade, também existindo um certo sentimento de culpa, já que aqueles que trabalharam na construção do Titanic sentiram que de alguma maneira eles eram responsáveis por sua perda.

## Mortos
O número exato de mortos no naufrágio é incerto devido a vários fatores, como confusão sobre a lista de passageiros, que incluía nomes de pessoas que cancelaram a viagem no último momento e o fato de alguns passageiros terem embarcado sob pseudônimos. O número total de mortos já foi colocado entre 1490 e 1635 pessoas. O número mais aceito é aquele da Junta Comercial britânica, 1514 mortos:
| Passageiros | Categoria  | Número a bordo | Porcentagem por total a bordo | Salvos | Mortos | Porcentagem salvos | Porcentagem mortos | Porcentagem salvos por total a bordo | Porcentagem mortos por total a bordo |
| ----------- | ---------- | -------------- | ----------------------------- | ------ | ------ | ------------------ | ------------------ | ------------------------------------ | ------------------------------------ |
| Crianças    | 1ª Classe  | 6              | 0,3%                          | 5      | 1      | 83%                | 17%                | 0,2%                                 | 0,04%                                |
| Crianças    | 2ª Classe  | 24             | 1,1%                          | 24     | 0      | 100%               | 0%                 | 1,1%                                 | 0%                                   |
| Crianças    | 3ª Classe  | 79             | 3,6%                          | 27     | 52     | 34%                | 66%                | 1,2%                                 | 2,4%                                 |
| Crianças    | Total      | 109            | 4,9%                          | 56     | 53     | 51%                | 49%                | 2,5%                                 | 2,4%                                 |
| Mulheres    | 1ª Classe  | 144            | 6,5%                          | 140    | 4      | 97%                | 3%                 | 6,3%                                 | 0,2%                                 |
| Mulheres    | 2ª Classe  | 93             | 4,2%                          | 80     | 13     | 86%                | 14%                | 3,6%                                 | 0,6%                                 |
| Mulheres    | 3ª Classe  | 165            | 7,4%                          | 76     | 89     | 46%                | 54%                | 3,4%                                 | 4,0%                                 |
| Mulheres    | Tripulação | 23             | 1,0%                          | 20     | 3      | 87%                | 13%                | 0,9%                                 | 0,1%                                 |
| Mulheres    | Total      | 425            | 19,1%                         | 316    | 109    | 74%                | 26%                | 14,2%                                | 4,9%                                 |
| Homens      | 1ª Classe  | 175            | 7,9%                          | 57     | 118    | 33%                | 67%                | 2,6%                                 | 5,3%                                 |
| Homens      | 2ª Classe  | 168            | 7,6%                          | 14     | 154    | 8%                 | 92%                | 0,6%                                 | 6,9%                                 |
| Homens      | 3ª Classe  | 462            | 20,8%                         | 75     | 387    | 16%                | 84%                | 3,3%                                 | 17,4%                                |
| Homens      | Tripulação | 885            | 39,8%                         | 192    | 693    | 22%                | 78%                | 8,6%                                 | 31,2%                                |
| Homens      | Total      | 1 690          | 75,9%                         | 338    | 1 352  | 20%                | 80%                | 15,2%                                | 60,8%                                |
| Total       |            | 2 224          | 100%                          | 710    | 1 514  | 32%                | 68%                | 31,9%                                | 68,1%                                |

Menos de um terço daqueles que estavam a bordo do Titanic sobreviveram. Alguns sobreviventes morreram pouco tempo depois; ferimentos e os efeitos da exposição causaram a morte de muitos daqueles resgatados pelo Carpathia. 49% das crianças, 26% das mulheres passageiras, 82% dos homens passageiros e 78% da tripulação morreram. Os números mostram enormes diferenças nos índices de sobrevivência das diferentes classes a bordo do navio, especialmente entre as mulheres e crianças. Apesar de menos de 10% das mulheres da primeira e segunda classe juntas terem morrido, 54% daquelas na terceira pereceram. Similarmente, cinco das seis crianças na primeira classe e todas da segunda classe sobreviveram, porém 52 das 79 na terceira morreram. A única criança da primeira classe a morrer foi Loraine Allison, de dois anos de idade. Proporcionalmente, as maiores perdas foram sofridas por homens da segunda classe, dos quais 92% morreram. Além disso, três animais de estimação que estavam a bordo sobreviveram.

## Causas
O naufrágio do Titanic pode ser atribuído a diversas causas, tanto naturais quanto humanas. Seu número total de mortos, um dos maiores em toda história do transporte marítimo em tempos de paz, também pode ser explicado por vários fatores. O naufrágio em si foi o resultado de circunstâncias especiais. Apesar de ser mais raro encontrar icebergs no Atlântico Norte em abril, a grande presença de gelo em 1912 se deu a um inverno particularmente suave, que fez com que um número muito maior de icebergs alcançassem a rota do Titanic do que em condições mais normais. Isso explica o motivo da embarcação ter navegado diretamente para um campo de gelo, apesar de estar viajado mais ao sul do trajeto recomendado. Além disso, a noite do dia 14 de abril foi escura, sem Lua ou vento, dificultando a observação de icebergs. Essa situação foi agravada pela falta de binóculos para os vigias no cesto de gávea, resultado da mudança de hierarquia dos oficiais com a chegada de última hora de Henry Wilde para assumir como oficial chefe. Frederick Fleet, um dos vigias que avistou o iceberg, afirmou que acreditava que poderia ter avistado o gelo antes caso tivesse binóculos.
Além disso, os compartimentos estanques não eram altos o suficiente para evitar a progressão da água porque os projetistas não queriam criar obstáculos para os passageiros nos conveses superiores, seu casco tinha apenas um fundo duplo para protegê-lo de cardumes de peixes e os componentes de aço utilizados em sua construção tornavam-se frágeis em temperaturas muito baixas (que naquela noite estava entre –1 °C e –2 °C). Apesar do aço empregado no casco fosse o melhor disponível para navios comerciais na época, seus rebites sofreram pela escassez de aço disponível, forçando a Harland and Wolff utilizar ferro forjado, que era bem menos resistente. A velocidade do Titanic no momento da colisão, apesar de considerada alta para as circunstâncias climáticas daquela noite, estava de acordo com as normas marítimas da época. Embora testemunhos de certos passageiros afirmarem que Ismay teria pressionado os oficiais para aumentar a velocidade do navio, a comissão americana de inquérito considerou que não havia provas suficientes de que o presidente da White Star Line realmente tivesse tomado essa atitude.
Por fim, o elevado número de mortos pode ser atribuído à falta de botes salva-vidas com capacidade suficiente para todos a bordo, mas também à falta de conhecimento, preparo e organização da tripulação na hora de lançá-los. Estes últimos fatores poderiam até mesmo ter feito botes adicionais irrelevantes, já que os oficiais e marinheiros não teriam condições de preenchê-los adequadamente, principalmente nos momentos finais do naufrágio quando a água já alcançava o convés superior.

## Inquéritos

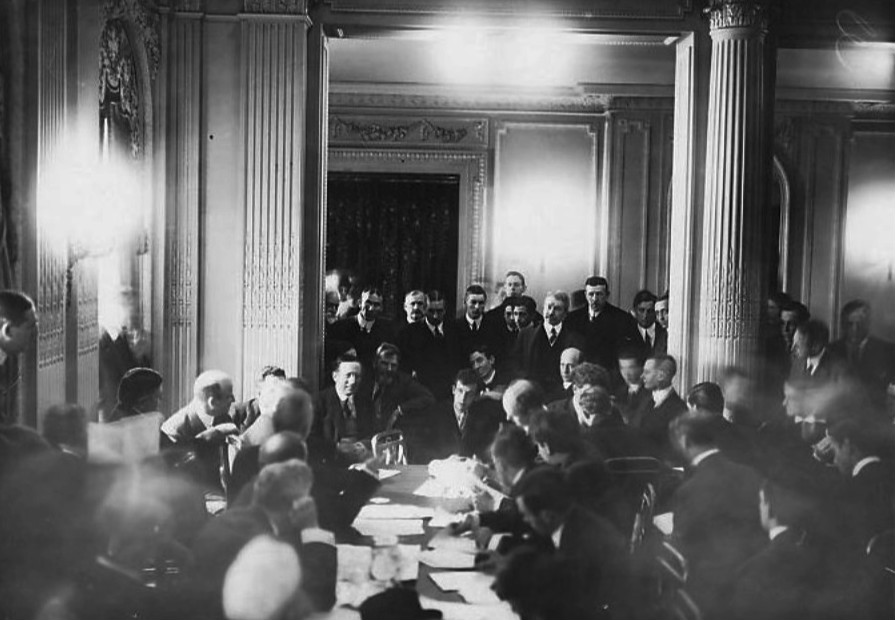
Harold Bride (centro, na ponta da mesa) testemunhando perante a comissão americana de inquérito, 25 de maio de 1912

Inquéritos foram instaurados no Reino Unido e nos Estados Unidos logo após o naufrágio. O inquérito americano começou em 19 de abril, sob a presidência do senador William Alden Smith, enquanto o inquérito britânico teve início em 2 de maio, sob a presidência de lorde John Bigham, 1.º Barão Mersey. Ambos chegaram a conclusões amplamente semelhantes: os regulamentos sobre o número de botes salva-vidas que navios deveriam carregar estavam datados e inadequados, o capitão Smith não deu a atenção adequada aos avisos de gelo, os botes não tinham sido preenchidos de forma correta e a colisão foi um resultado direto do Titanic ter entrado em uma área de perigo em uma velocidade muito elevada. O capitão Stanley Lord do Californian também foi criticado por ambos os inquéritos por ter ignorado os fogos de artifício vistos por sua tripulação e não ter prestado assistência ao Titanic.
Todavia, os dois inquéritos concluíram que negligência por parte da White Star Line não havia sido um fator. O inquérito americano chegou a conclusão que todos os envolvidos estavam seguindo as práticas habituais, dessa forma podendo apenas categorizar o desastre como um "caso fortuito". O inquérito britânico concluiu que Smith tinha seguido as duradouras práticas que até então não haviam se mostrado inseguras (com Mersey comentando que apenas os navios britânicos na década anterior haviam transportado 3,5 milhões de passageiros com apenas 73 mortos), e que ele tinha feito "apenas aquilo que outro homem habilidoso teria feito na mesma posição". O inquérito britânico se encerrou com um aviso: "O que foi erro no caso do Titanic sem dúvida nenhuma será negligência em qualquer caso similar no futuro".
O desastre levou a grandes mudanças nas regulamentações marítimas a fim de implementar novas medidas de segurança, como garantir a presença de mais botes salva-vidas, que exercícios de emergência fossem propriamente realizados e que os equipamentos de rádio em navios comerciais fossem operados ininterruptamente. A Patrulha Internacional do Gelo foi criada para monitorar a presença de icebergs no Atlântico, com as regulamentações marítimas sendo harmonizadas mundialmente pela Convenção Internacional para a Salvaguarda da Vida Humana no Mar. Todas as medidas e organizações permanecem ativas até hoje.

## Legado

### Destroços
Até sua descoberta, acreditava-se que o Titanic tinha afundando inteiro e, através dos anos, vários planos surgiram para levantá-lo do fundo do mar. Nenhum virou realidade. O problema fundamental era a extrema dificuldade de se encontrar e alcançar destroços que estão a quase quatro quilômetros da superfície em um local onde a pressão da água pode matar em menos de um segundo. Por décadas, várias expedições foram organizadas para encontrar o navio, o que ocorreu apenas em 1 de setembro de 1985, por uma expedição franco-americana liderada por Robert Ballard.

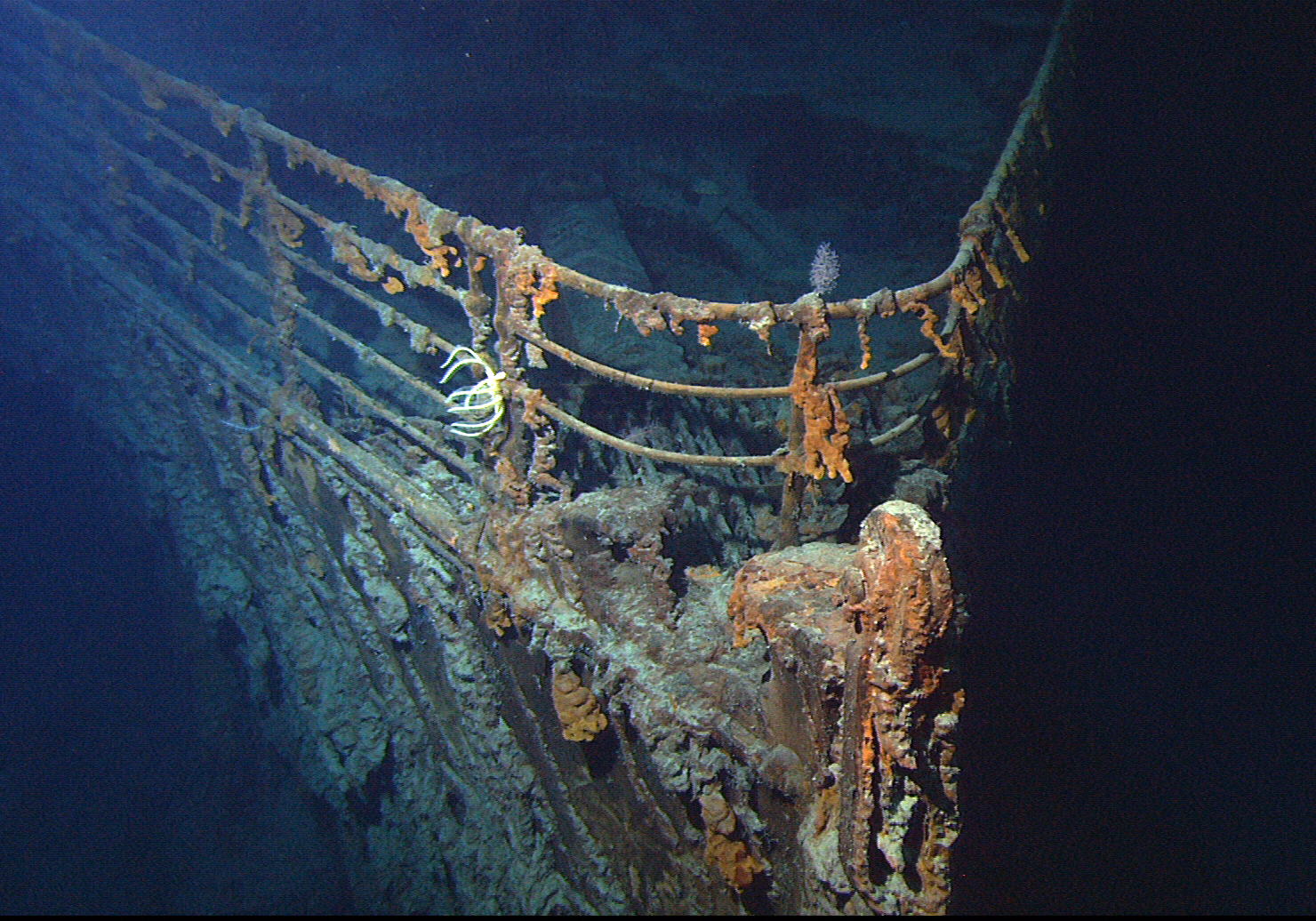
Destroços da proa do Titanic, junho de 2004

A equipe constatou que o Titanic tinha se partido em dois antes de afundar. A proa e popa separadas estão a oitocentos metros de distância uma da outra, em um desfiladeiro na plataforma continental, 650 quilômetros ao sudeste de Terra Nova. Eles estão localizados a 21 quilômetros de distância das coordenadas calculadas pelo quarto oficial Boxhall e enviadas pelos operadores de rádio do Titanic durante o naufrágio.
Ambas as seções atingiram o fundo oceânico em alta velocidade, fazendo com que a proa se amassasse e a popa desmoronasse completamente. A proa é a parte mais bem conservada e ainda contém um grande número de interiores intactos. Em contraste, a popa está completamente destruída; seus conveses ruíram em cima um do outro e grande parte das placas de aço do casco foram arrancadas e estão jogadas pelo chão. A destruição muito maior da popa provavelmente foi causada pelos danos estruturais que ocorreram durante o naufrágio. Assim, o restante da popa foi achatada ao atingir o fundo.
As duas seções estão cercadas por um campo de detritos de aproximadamente 8 km por 4,8 km. Esta área contém milhares de itens, como pedaços da embarcação, mobílias, louças e artefatos pessoais que caíram do navio enquanto afundava ou que foram expelidos quando atingiu o fundo do mar. O campo de detritos também é o local de descanso final de várias das vítimas do Titanic. A maioria dos corpos e roupas foram consumidos por bactérias e criaturas marinhas, deixando apenas pares de sapatos como o único sinal de que corpos uma vez estiveram ali.
Os destroços do Titanic têm sido visitados por vários grupos de exploradores, cientistas, cineastas e turistas, com centenas de itens tendo sido retirados para conservação e exibição pública. A condição do navio tem deteriorado significantemente nos últimos anos, parcialmente devido a danos acidentais causados por submarinos mas principalmente por causa da acelerada taxa de crescimento de uma bactéria comedora de ferro que vive no casco. Estima-se que todo o casco irá desmoronar nos próximos cinquenta anos, eventualmente deixando apenas seus objetos mais resistentes como os hélices de bronze, enquanto o resto se transformará em uma grande pilha de ferrugem.
Em seu centenário os restos do navio se enquadraram no escopo da Convenção da UNESCO para a Proteção do Patrimônio Cultural Subaquático. Isso significa que todos os países que assinaram a convenção proíbem a pilhagem, exploração comercial, venda e dispersão dos destroços e seus artefatos. Já que o Titanic está em águas internacionais e não há nenhuma jurisdição exclusiva sobre a área dos destroços, a convenção proporciona um sistema de cooperação em que os países informam uns aos outros sobre potenciais atividades relacionadas ao navio, também cooperando para impedir intervenções não-científicas e antiéticas.

### Cultura popular
O Titanic acabou entrando para a história como um dos navios mais famosos de todos os tempos. Por mais de cem anos tem sido a inspiração para obras de ficção e não-ficção. O navio é lembrado em monumentos para os mortos e em museus que exibem artefatos tirados dos destroços. Logo em seguida ao naufrágio, cartões postais memoriais foram vendidos aos milhares, assim como memorabilias que iam de latas de doces, pratos, até ursos de pelúcia pretos de luto. Vários sobreviventes escreveram relatos sobre suas experiências, porém foi apenas em 1955 que o primeiro livro historicamente preciso foi publicado: A Night to Remember de Walter Lord.
Uma das mais persistentes histórias a respeito do navio era o mito de que era "inafundável", iniciado com o rumor de que no dia de seu lançamento algum funcionário da empresa supostamente afirmara que "Nem mesmo Deus poderia afundar este navio". No entanto, Titanic nunca foi descrito como inafundável até depois de seu naufrágio. De acordo com o sociólogo britânico Richard Howells, este talvez seja o maior mito em torno do navio. Segundo ele, esse entendimento foi essencialmente uma invenção da cultura popular para fornecer um significado moral ao acidente. Desta forma, a história do Titanic se tornou mítica após o seu afundamento: "É um mito retrospectivo, e isso faz com que seja uma história melhor. Se um homem em seu orgulho constrói um navio inafundável (como Prometeu roubando o fogo dos deuses), faz sentido mítico perfeito que Deus esteja tão irritado com tal afronta a ponto de afundar o navio com tudo dentro [...] Contrariamente à interpretação popular, a White Star Line em momento algum fez quaisquer reivindicações substantivas de que o Titanic era inafundável e ninguém realmente falou sobre o navio ser inafundável até depois do acidente". A utilização de imagens do Olympic para noticiar o naufrágio do irmão também alimentou teorias de conspiração e mistérios a seu respeito, isso porque o Titanic não havia sido grande notícia até afundar. Simon McCallum, curador do British Film Institute, afirma que isso fez com que cineastas projetassem "suas próprias narrativas sobre o evento a partir deste ponto de partida".

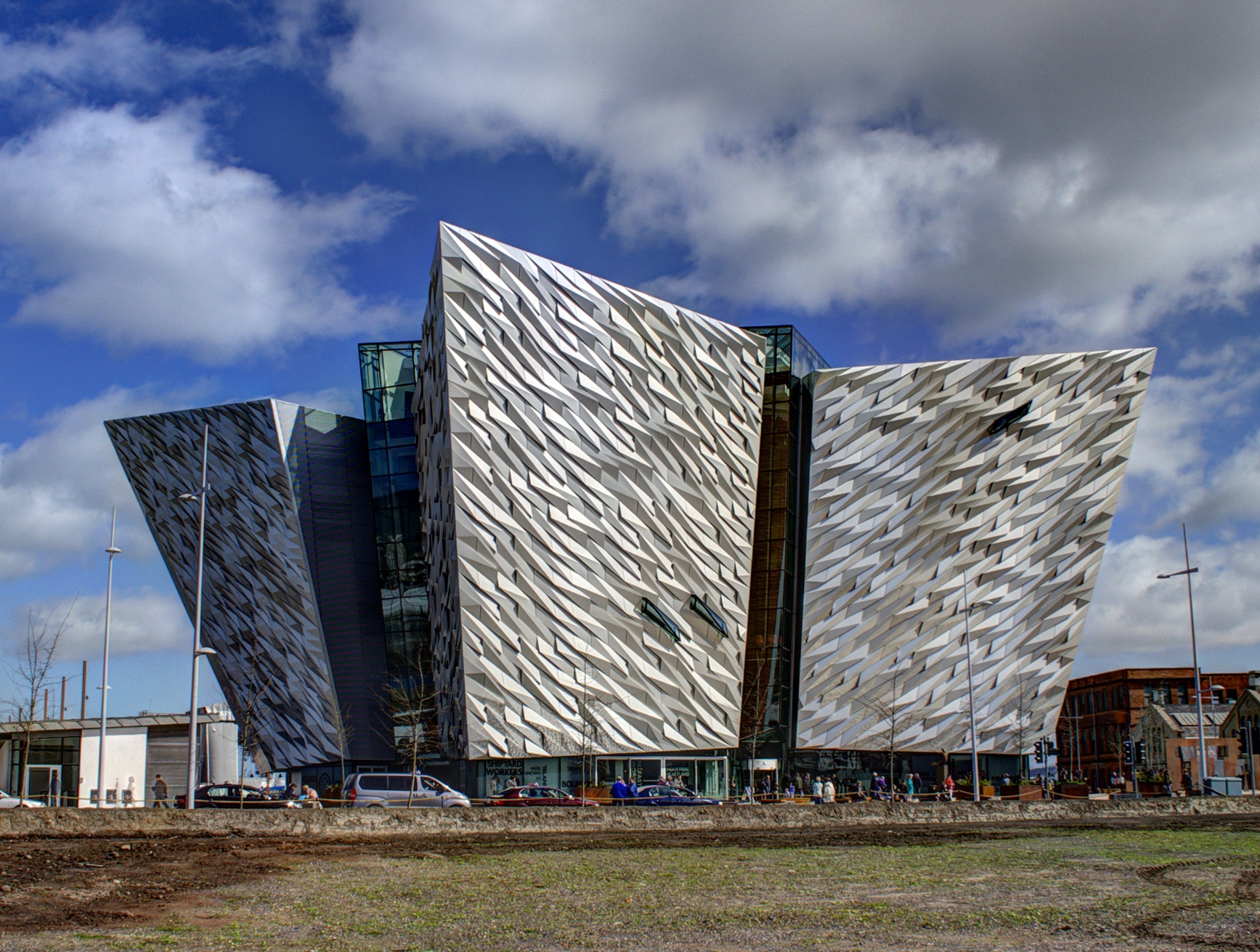
O Titanic Belfast em 2012

O primeiro filme sobre o desastre, Saved from the Titanic, foi lançado apenas 29 dias depois do naufrágio e era estrelado pela atriz e sobrevivente Dorothy Gibson. O filme britânico A Night to Remember de 1958, baseado no livro homônimo, é ainda considerado por muitos como a versão mais historicamente precisa do naufrágio. O filme de maior sucesso financeiro é Titanic de 1997, que se tornou a maior bilheteria da história na época e venceu onze Oscars, incluindo Melhor Filme e Melhor Diretor.
O desastre do Titanic é lembrado por uma grande variedade de memoriais e monumentos em homenagens às vítimas, erguidos em países de língua inglesa, principalmente nas cidades que sofreram as maiores perdas. Elas incluem Southampton, Belfast e Liverpool no Reino Unido, Nova Iorque e Washington, D.C. nos Estados Unidos, e Cobh (antiga Queenstown) na Irlanda. Muitos museus ao redor do mundo têm exibições sobre o Titanic. Na Irlanda do Norte, o principal é o centro turístico Titanic Belfast, inaugurado em março de 2012, erguido no mesmo local onde os três navios da Classe Olympic foram construídos.
A RMS Titanic Inc., que está autorizada a retirar partes dos destroços, tem uma exibição permanente sobre o navio no Luxor Hotel em Las Vegas, contando inclusive com um pedaço de 22 toneladas do casco. A empresa também organiza uma exibição que viaja ao redor do mundo. Em Halifax, o Museu Marítimo do Atlântico mostra artefatos recuperados do mar alguns dias depois do naufrágio, que incluem pedaços de madeira dos painéis que adornavam a Sala de Estar da Primeira Classe e uma espreguiçadeira original, além de objetos retirados dos corpos das vítimas. O centenário do Titanic, em 2012, foi marcado e celebrado por peças teatrais, programas de rádio, documentários, exibições e viagens especiais para o local do desastre, junto com selos e moedas comemorativas.